# هالکا (فیلم ۱۹۳۰)
هالکا (لهستانی: Halka) یک فیلم موزیکال لهستانی است که در سال ۱۹۳۰ منتشر شد. از بازیگران این فیلم می‌توان به هری کُرت، زوفیا لیندورفوونا و زوریکا شیماینسکا اشاره کرد. این فیلم برپایهٔ اپرایی به همین نام اثر استانیسواف مونیوشکو ساخته شد. این فیلم در سال‌های اخیر با فناوری‌های نوین دیجیتال، بازسازی و ترمیم گردید.